# Ancyloxypha arene
Ancyloxypha arene är en fjärilsart som beskrevs av Edwards 1871. Ancyloxypha arene ingår i släktet Ancyloxypha och familjen tjockhuvuden. Inga underarter finns listade i Catalogue of Life.